# 2009 en Afrique du Sud
Chronologie de l'Afrique du Sud
- 2005
- 2006
- 2007
- 2008
- 2009
- 2010
- 2011
- 2012
- 2013

Cet article présente les faits marquants de l'année 2009 en Afrique du Sud, ou concernant le pays.

## Chronologie

### Janvier 2009
- 1er janvier 2009 : Décès à Johannesburg de l'ancienne députée libérale progressiste Helen Suzman (91 ans), qui fut pendant treize ans, de 1961 à 1974, la seule députée blanche du parti progressiste favorable à un partage immédiat du pouvoir avec la majorité noire alors que le parti national, au gouvernement, soutenait l'apartheid et que le Parti uni, opposé à l'apartheid et à la ségrégation raciale, soutenait un système plus paternaliste[1].

- 5 janvier 2009 : De violents orages ont fait 18 morts ce week-end sur la côte est du pays dont quatre membres d'une même famille victimes de la foudre. Les vents violents et les pluies torrentielles ont arraché des centaines d'arbres, détruit des milliers d'habitations et causé des centaines de millions de rands de dégâts. Le chef du gouvernement de la province du KwaZulu-Natal, Sibusiso Ndebele, estime qu'en raison « du réchauffement climatique » ces orages avaient des chances de se reproduire : « Nous allons travailler pour créer des habitations plus durables ».

- 20 janvier 2009 : Les 15 membres d'équipage d'un vol de la compagnie aérienne sud-africaine South African Airways ont été arrêtés à l'aéroport londonien de Heathrow après la découverte de 50 kilos de cannabis à bord de leur avion. La drogue, d'une valeur estimée à 160 000 euros à la revente, a été découverte cachée dans trois bagages à bord d'un vol en provenance de Johannesburg.

- 26 janvier 2009 : Ouverture à Pretoria du quatrième sommet extraordinaire au sujet du Zimbabwe en un an des dirigeants de la Communauté de développement d’Afrique australe (SDAC) en présence de huit chefs d'État sur quinze. Les autres pays sont représentés au niveau ministériel. Le président malgache Marc Ravalomanana a dû rentrer dans son pays où l'opposition se mobilise. La communauté tente de mettre d'accord le président Robert Mugabe et son opposition, qui ont échoué à appliquer l'accord de partage du pouvoir, signé le 15 septembre. En marge du sommet, le chef de l'opposition Morgan Tsvangirai s'est entretenu avec le président tanzanien Jakaya Kikwete.

- 27 janvier 2009 : À Pretoria, le président de l'Afrique du Sud et de la Communauté de développement d'Afrique australe (SADC), Kgalema Motlanthe, annonce que les partis zimbabwéens sont tous d'accord pour mettre en œuvre un gouvernement d'union nationale : « Les parties vont s'assurer que [l'accord du 15 septembre] va être appliqué et qu'elles postuleront aux postes gouvernementaux », le futur premier ministre zimbabwéen, Morgan Tsvangirai, devrait prêter serment le 11 février. Mais, le porte-parole du MDC du président Robert Mugabe, dénonce le caractère « complètement mensonger » des propos des dirigeants de la SADC, estimant qu'« à l'évidence, les conclusions auxquelles le sommet est parvenu sont loin de répondre à nos attentes ».

### Février 2009
- 4 février 2009 : de très nombreux partisans apportent leur soutien au chef du Congrès national africain (ANC), Jacob Zuma, lors d'un rassemblement à Pietermaritzburg dans le cadre de la campagne électorale pour les élections générales qui doivent avoir lieu en avril ou en mai. Jacob Zuma est grand favori pour la présidence du pays mais il devra comparaître le 25 août pour corruption.

- 6 février 2009 : selon l'OMS, l'épidémie de choléra qui reste « incontrôlée » au Zimbabwe et s'étend dans les pays voisins, a touché 2 600 personnes en Afrique du Sud causant la mort de 31 d'entre elles.

- 8 février 2009 : le Français Jo-Wilfried Tsonga (23 ans) remporte le tournoi ATP de Johannesburg, en s'imposant en finale face à un autre Français, Jérémy Chardy.

- 9 février 2009 : le groupe Anglo Platinum, premier producteur mondial de platine, annonce la suppression prochaine de quelque 10 000 emplois dans le monde, dont quelque 6 000 emplois contractuels, à cause de la chute des cours et de l'effondrement de la demande du secteur automobile. Fin 2008, le groupe employait quelque 77 000 personnes salariés et contractuels. Ces suppressions d'emploi représentent 13 % des 77 000 salariés et contractuels de l'entreprise. Le cours du platine s'est effondré de 2 000 à 800 dollars par once depuis le début de la crise.

- 15 février 2009 : l'ancien président Nelson Mandela apporte son soutien à la campagne électorale du Congrès national africain (ANC) au cours d'une apparition publique organisé par son petit-fils qui s'est exprimé au nom de la famille Mandela, en déclarant qu'il était venu avec son grand-père « confirmer leur adhésion à l'ANC et leur soutien au parti ». Nelson Mandela s'est retiré de la vie publique en 2004 mais avait été sollicité à plusieurs reprises par l'ANC pour qu'il donne son aval à la campagne électorale de ce parti pour les élections générales prévues le 22 avril prochain. Nelson Mandela était accompagné par le chef de l'ANC, Jacob Zuma et des membres de sa famille. Il a déclaré « qu'il allait continuer à soutenir l'ANC vers la chemin de la victoire aux élections ».

- 16 février 2009 : les douanes britanniques ont arrêté quinze membres d'équipage de la compagnie aérienne South African Airways à l'aéroport d'Heathrow après avoir saisi cinq kilogrammes de cocaïne d'une valeur de 280 000 sur un vol en provenance de Johannesburg. C'est la seconde fois en moins d'un mois qu'un équipage de la même compagnie est arrêté à Heathrow après la découverte de drogue dans ses bagages.

- 24 février 2009 : le groupe minier britannique Lonmin, troisième producteur mondial de platine, annonce un accord avec les syndicats au sujet d'un plan de restructuration prévoyant le départ de jusqu'à 5 500 employés dans ses mines d'Afrique du Sud.

### Avril 2009
- 4 avril 2009 : l'Afrique du Sud a remporté pour la deuxième fois le tournoi de rugby à VII d'Adélaïde, en battant le Kenya 26 à 7 dimanche en finale.

- 6 avril 2009 : le parquet général annonce l'abandon des poursuites pour corruption contre le favori à la présidence Jacob Zuma, mettant un terme à huit ans d'enquête à moins de trois semaines des élections générales. Il estime que « l'enquête a été entachée de plusieurs irrégularités et qu'il n'est ni possible ni désirable […] de continuer les poursuites contre M. Zuma ».

- 19 avril 2009 : le dernier meeting de l'ANC (Congrès national africain) avant les élections générales a réuni plus de 100 000 dans le stade d'Ellis Park de Johannesburg, formant une marée jaune et noire — les couleurs de l'ANC. Le discours du candidat à la présidence, Jacob Zuma a été retransmis à la radiotélévision publique et sur écrans géants dans d'autres grandes villes du pays. Les sondages créditent le parti au pouvoir de plus de 60 % des suffrages.

- 22 avril 2009 : plus de 23 millions d'électeurs sont appelés à renouveler l'Assemblée nationale et les Parlements provinciaux, à l'occasion de ce quatrième scrutin national depuis les premières élections multiraciales en 1994. Le nouveau président de la République, sera élu par les nouveaux députés au cours d'une séance extraordinaire du Parlement, le 6 mai.

- 23 avril 2009 : selon la commission électorale, le Congrès national africain (ANC), au pouvoir depuis 1994, a remporté plus de 66 % des suffrages aux élections législatives, selon un comptage partiel portant sur un tiers des inscrits. L'Alliance démocratique, issue de l'ancien parti démocratique et d'une faction de l'ex-Nouveau Parti national, a obtenu 16 % des voix. Le Congrès du Peuple (COPE), formé en décembre par des dissidents de l'ANC, a obtenu à peine 8 % des voix.

- 25 avril 2009 : selon la commission électorale, le Congrès national africain (ANC), a obtenu 65,9 % des suffrages, soit moins que la majorité des 2/3 lui permettant une éventuelle révision de la Constitution. Seule une province sur neuf, la province du Cap-Occidental (sud-ouest) a été perdue par l'ANC et remportée par l'Alliance démocratique.

### Mai 2009
- 9 mai 2009 : Jacob Zuma prête serment comme quatrième chef d'État de l'Afrique du Sud post-apartheid, lors d'une cérémonie d'investiture à Pretoria en présence notamment du premier président noir du pays, Nelson Mandela, dont il s'engage à respecter l'esprit de « réconciliation » affirmant que son gouvernement « ne déviera pas » de cette ligne : « Il a fait de la réconciliation le thème central de son mandat (1994-1999). Nous ne dévierons pas de cette tâche de construction de la nation » Arc-en-ciel rêvée par le héros de la lutte anti-apartheid. « Merci Madiba de nous avoir montré la voie […] Il a fait de nous un membre respecté de la communauté internationale des nations ». Le nouveau président promet un « partenariat pour la reconstruction, le développement et le progrès [… au nom de] tous les Sud-Africains, noirs et blancs ».

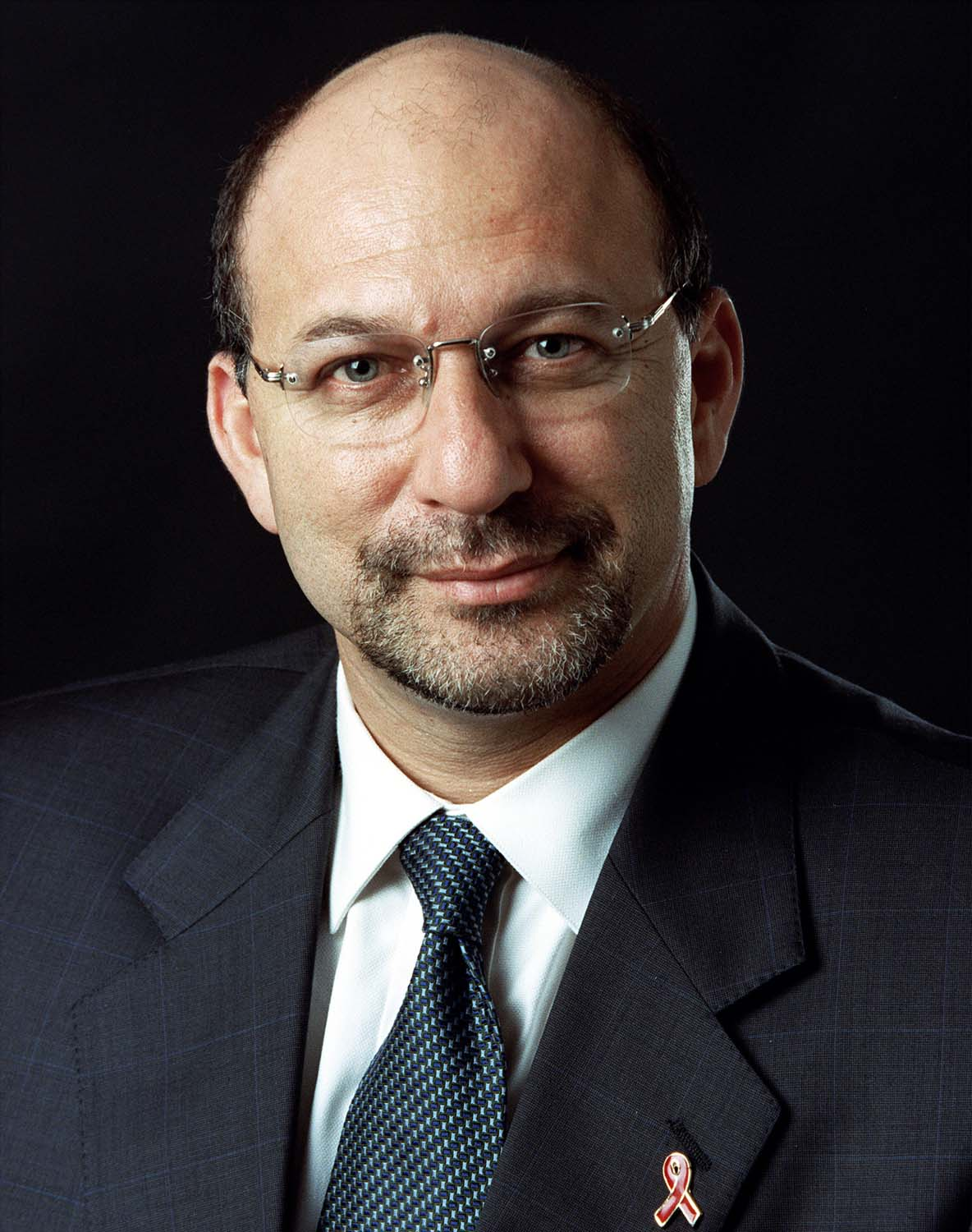
Trevor Manuel (2004)

- 10 mai 2009 : le ministre des Finances Trevor Manuel prend la tête d'une nouvelle Commission nationale du Plan, chargée de la définition de stratégies politiques auprès de la présidence. Cette commission est créée dans le cadre d'une restructuration destinée à améliorer les performances du gouvernement. Trevor Manuel, considéré comme l'artisan du décollage économique de l'Afrique du Sud post-apartheid a comme objectif de « parvenir à un développement social et économique visible au cours des cinq années » du mandat du président Jacob Zuma.

- 26 mai 2009 : l'Afrique du Sud, première puissance économique d'Afrique, est officiellement entrée en récession au premier trimestre 2009, pour la première fois en 17 ans. Son produit intérieur brut a reculé de 6,4 % par rapport au trimestre précédent. Au dernier trimestre 2008, le pays avait déjà enregistré une croissance négative (-1,8 %). La contraction du PIB est plus importante que prévu (-3,9 %).

### Juin 2009
- 1er juin 2009 : Selon le Syndicat national des mineurs, 61 travailleurs illégaux trouvent la mort dans l'incendie d'une mine d'or de Welkom (nord-est). Les corps ont été trouvés à 1 400 m sous terre par des employés de Harmony Gold qui descendaient pour pomper de l'eau[2].

- 3 juin 2009 : Le nouveau chef de l'État, Jacob Zuma, prononce son premier discours sur l'état de la nation devant le Parlement. Nelson Mandela (90 ans) y était présent, c'était sa première apparition publique depuis le 9 mai dernier, lors de la prestation de serment de Jacob Zuma après son élection.

- 16 juin 2009 : Une centaine d'habitations illégales sont détruites à cause d'un incendie à la suite d'une bagarre dans un bidonville de Durban (est). Aucune victime civile n'est à déplorer mais « deux policiers ont été sérieusement blessés »[3].

- 18 juin 2009 : Premier cas détecté de grippe H1N1.

### Juillet 2009

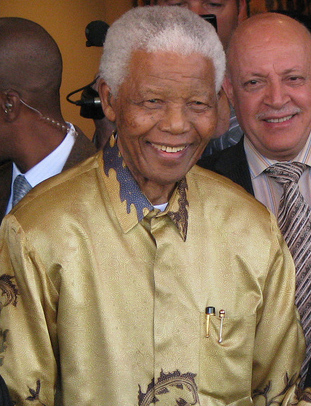
Nelson Mandela
(décembre 2008)

- 5 juillet 2009 : A New York, grand concert caritatif donné à l'occasion des 91 ans de Nelson Mandela dans la mythique salle art deco du Radio City Music Hall.

- 6 juillet 2009 : à la suite d'une décision de justice, autorisant le Syndicat des mineurs à lancer une grève des ouvriers pour de meilleurs salaires, les travaux sur tous les sites de la Coupe du monde de football 2010 vont s'interrompre pour un arrêt de travail illimité. Plus de 70 000 ouvriers vont cesser le travail et réclament une hausse de salaire de 13 %. L'appel à la grève concerne la totalité des 10 stades en construction ou en cours de rénovation, ainsi que les chantiers du train rapide Gautrain à Johannesburg et de l'aéroport international King Shaka, près de Durban[4].

- 11 juillet 2009 : Un violeur en série, Tsediso Letsoenya, un ancien marin arrêté en 2005, est condamné à 5 peines de prison à perpétuité pour un total de 243 ans. Il était accusé de 28 viols et attentats à la pudeur. L'Afrique du Sud a l'un des taux de viol les plus élevés au monde, avec près de 100 viols rapportés chaque jour à la police en 2007. Une étude publiée en juin a révélé que le quart des hommes sud-africains avaient déjà violé une femme[5].

- 18 juillet 2009 : Premier Mandela Day, à l'occasion des 91 ans de l'ancien président Nelson Mandela, qui a lancé un appel aux hommes du monde entier à donner un peu de leur temps au service des autres, à l'occasion de son anniversaire, espérant que les gens allaient « donner de leur temps et participer à l'amélioration des conditions de vie au sein de leurs propres communautés ». La journée du 18 juillet organisée par les différentes fondations à but caritatif de l'ancien président est marquée par de nombreux événements à travers le monde, dont un concert à New York.

- 23 juillet 2009 : L'Afrique du Sud craint que les supporteurs et les bénévoles venus pour la Coupe du monde de football ne s'incrustent pour rester illégalement dans le pays. Le gouvernement annonce qu'il va dépenser près de 102 millions d'euros pour prévenir une hausse de l'immigration illégale, et que pour la première fois un visa spécial pour la Coupe du monde sera mis en place pour les supporteurs. Pour l'obtenir, chaque visiteur devra présenter le billet de son match, en plus de l'adresse pendant son séjour en Afrique du Sud et du billet de retour. La police de l'immigration n'hésitera pas à effectuer des contrôles pour vérifier les adresses données. Après les émeutes contre les immigrés africains dans les bidonvilles en 2008, qui avaient fait 70 morts et provoqué la fuite de milliers d'autres, le sujet reste très sensible, et le danger de voir éclater des incidents liés à cette question est bien réel[6].

- 27 juillet 2009 : Les deux principaux syndicats des agents municipaux, le Samwu (150 000 affiliés) et l'Imatu (70 000 affiliés), appellent à la grève générale pour réclamer de meilleurs salaires.

- 29 juillet 2009 : Le nageur sud-africain Cameron van der Burgh remporte le 50 m brasse en battant le record du monde en 26 secondes 67/100 devant le Brésilien Felipe Silva (26 s 76/100) et l'Américain Mark Gangloff (26 s 86/100) lors des Championnats du monde de Rome, l'améliorant de 7 centièmes de seconde.

- 31 juillet 2009 : Le principal syndicat des employés municipaux en Afrique du Sud, en grève depuis lundi pour réclamer de meilleurs salaires, annonce avoir accepté la dernière offre patronale, mettant ainsi fin au mouvement qui a paralysé les services publics. Le Samwu, auquel sont affiliées plus de 150 000 personnes, a accepté une revalorisation de 13 % des salaires, alors qu'il réclamait une augmentation de 15 %.

### Août 2009

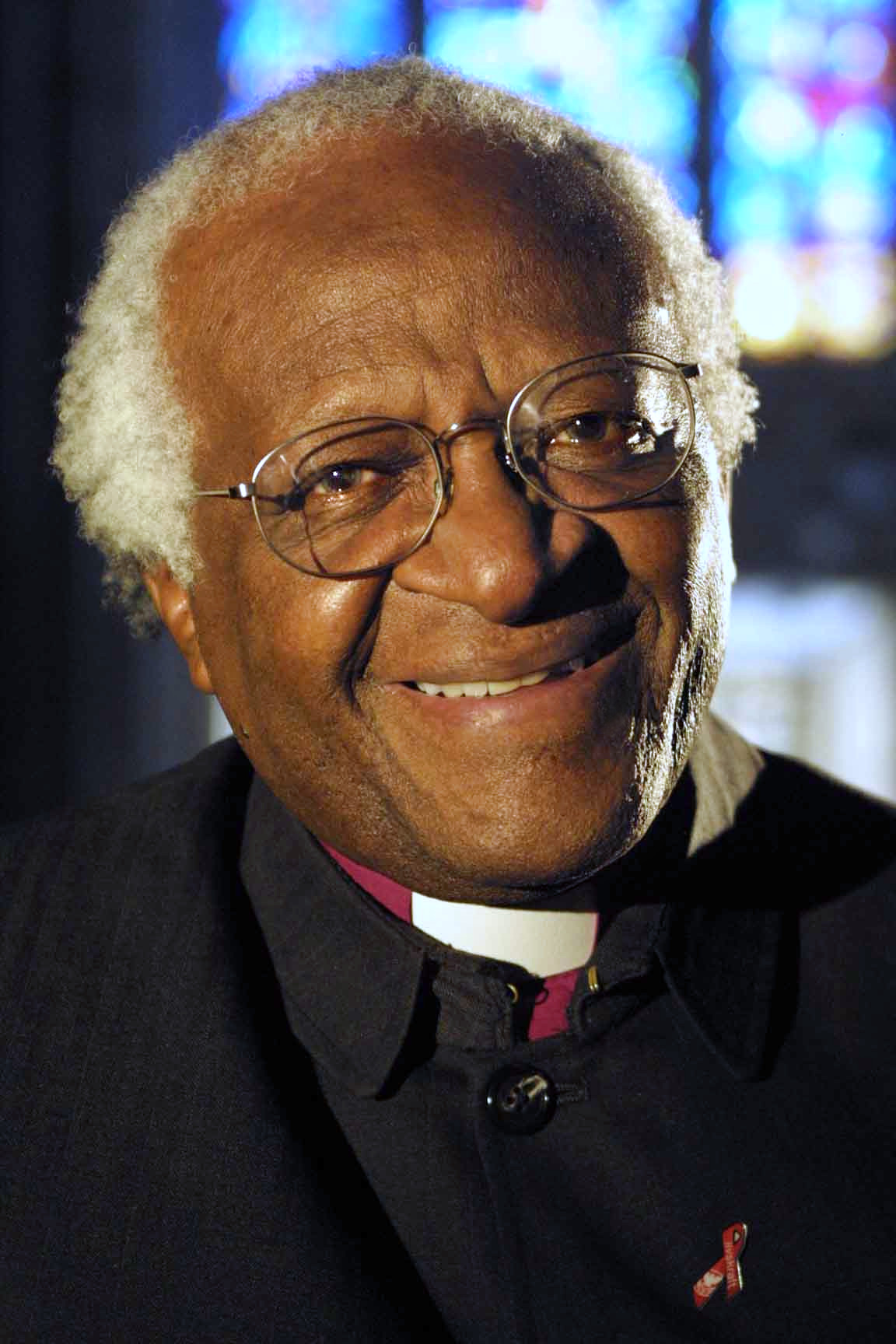
Desmond Tutu
(février 2004)

- 3 août 2009 : Le ministre de la Santé, Fidel Hadebe, annonce le premier décès dû à la grippe H1N1, il s'agit d'un étudiant.

- 4 août 2009 : les compagnies aériennes sont invitées à réduire de 30 % leur approvisionnement en carburant à l'aéroport international de Johannesburg, à la suite d'un problème de livraison qui a épuisé les stocks, les réduisant à 2 jours contre 5 jours usuellement. Cette pénurie est attribuée aux problèmes logistiques que connaît la compagnie de transport ferroviaire Transnet depuis plusieurs semaines[7].

- 5 août 2009 : Le président Jacob Zuma annonce le versement de 303 millions de dollars dans un fonds d'emploi pour soutenir les chefs d'entreprise et salariés face à la crise. Ce fonds rémunèrera notamment les salariés en cours de formation dans le cadre d'un plan de licenciement pour leur offrir une alternative. Le chômage atteint au moins 23,5 % de la population active en Afrique du Sud. Jacob Zuma a été élu sur une promesse d'emploi pour tous ses compatriotes et s'était engagé à créer un demi-million d'emplois cette année[8].

- 18 août 2009 : La Cour constitutionnelle rejette à l'unanimité la demande d'un ancien policier blanc reconnu coupable de meurtres pendant l'apartheid puis amnistié de réintégrer son poste. La commission « Vérité et Réconciliation », présidée par le Prix Nobel de la paix, Desmond Tutu, accordait l'amnistie à tous ceux qui confessaient les exactions commises pendant le régime de discrimination raciale, qui a pris fin en 1994. Une amnistie, souligne la Cour, qui « ne signifie pas nécessairement qu'elle s'applique à toutes les conséquences de la condamnation », en particulier mais jamais au détriment de la réparation accordée aux victimes[9].

### Septembre 2009
- 8 septembre 2009 : Dans la nuit, un navire turc qui transportait du charbon a fait naufrage et s'est échoué sur le sable en raison du mauvais temps alors qu'il avait jeté l'ancre à Table Bayau au large du Cap (sud-ouest). Les 25 membres d'équipage, souffrant d'hypothermie, ont pu être secourus. Selon les premiers éléments de l'enquête, « la coque devait être percée, le moteur a été inondé et l'eau est montée dans le bateau ».

- 9 septembre 2009 : Selon le journal australien, the Sydney Morning Herald Tribune, la championne du monde du 800 m Caster Semenya serait hermaphrodite. Les examens ordonnés par la Fédération internationale d'athlétisme (IAAF) auraient prouvé que l'athlète possédait à la fois des organes génitaux féminins et masculins. La jeune Sud-Africaine n'a pas d'ovaires, mais possède au contraire des testicules internes qui produisent de la testostérone et l'avantagent donc par rapport à ses concurrentes[10].

- 12 septembre 2009 : L'Afrique du Sud a remporté le Tri-Nations de rugby à XV après sa victoire contre la Nouvelle-Zélande 32-29 à Hamilton. Les All Blacks avaient remporté les quatre précédentes éditions de ce tournoi de rugby qui oppose la Nouvelle-Zélande, l'Afrique du Sud et l'Australie. La dernière victoire des Springboks dans ce tournoi remontait à 2004.

- 14 septembre 2009 : Six malfaiteurs sont tués lors d'une tentative de braquage déjouée par la police.

- 15 septembre 2009 : Selon le ministre de la police, Nathi Mthethwa, une loi autorisant des policiers sud-africains à se servir davantage de leurs armes à feu est sur le point d'être finalisée. Selon lui, cette mesure était « spécifiquement » destinée à lutter contre « les criminels dangereux » et les « crimes violents ». La législation actuelle autorise les policiers à utiliser leurs armes seulement si leurs vies ou la vie d'innocents est en danger et les policiers ne sont pas autorisés à tirer sur des suspects en fuite, y compris sur une scène de crime[11].

- 22 septembre 2009 : Selon les chiffres de la Police, le nombre d'homicides (18 148 meurtres) a légèrement diminué en Afrique du Sud de mars 2008 à mars 2009 (-3,2 %), mais le pays enregistre toujours près de 50 meurtres par jour.

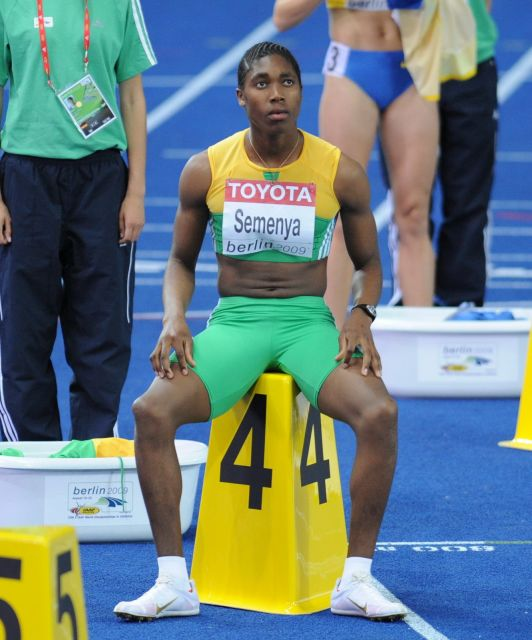
Caster Semenya
(août 2009)

- 23 septembre 2009 : L'autorité sportive sud-africaine (Sascoc, Confédération des sports et comité olympique) annonce l'ouverture d'une enquête sur l'athlète Caster Semenya (18 ans), au cœur d'une polémique sur son identité sexuelle lors des Championnats du monde de Berlin, lors desquels elle a remporté aisèment le 800 m. La Sascoc entend également se pencher sur les tests de féminité qu'elle a subis et « sur la conduite des responsables de la Fédération sud-africaine d'athlétisme (ASA) » dans cette affaire[12].

- 26 septembre 2009 : Un homme de 44 ans épouse le même jour et simultanément 4 femmes, dont trois de 24 et 23 ans. Les épouses comptent vivre séparément, leur mari partageant son temps entre elles[13].

### Octobre 2009
- 7 octobre 2009 : Selon l'Institut national des maladies contagieuses (NICD), la grippe H1N1 continue de se propager en Afrique du Sud où elle a tué 91 personnes et fait près de 12 300 malades depuis le premier cas détecté le 18 juin dernier. La plupart des victimes étaient fragilisées par une maladie chronique, une grossesse, un jeune ou un grand âge.

- 9 octobre 2009 : La maison où a vécu pendant plusieurs années le Mahatma Gandhi à Johannesburg a été acheté cet été par le voyagiste français Voyageurs du Monde pour en faire un musée et une « guest-house ». Le projet de Voyageurs du Monde est de « créer un lieu qui respecte et magnifie la mémoire de Gandhi ». Des partenariats avec des historiens, des intellectuels, des musées et autres organismes telles que des associations de Gandhi vont être noués. Cependant, son PDG, Jean-François Rial, se dit prêt à la revendre au gouvernement indien s'il était intéressé par cette maison dans laquelle Gandhi a écrit son traité de la Satyagraha, son combat politique pour la non-violence[14].

- 13 octobre 2009 : Plus de 3 000 manifestants d'un township de Belfast (environ 160 km à l'est de Pretoria), voulant rencontrer le maire pour réclamer de meilleurs services publics, ont incendié, lors d'affrontements avec la police, les bureaux de la mairie et un camion-poubelle. La police a procédé à au moins 18 interpellations. En juillet, une vague de manifestations dans plusieurs townships avait forcé le président Jacob Zuma à dénoncer les violences.

### Novembre 2009
- 5 novembre 2009 :
  - Le gouvernement annonce l'annulation d'un contrat signé en 2005 portant sur l'achat de huit avions de transport militaires de transport A-400 M à Airbus pour une valeur de 830 millions d'euros à l'époque.
  - La fédération sud-africaine d'athlétisme reconnait pour la première fois ses erreurs dans l'affaire Caster Semenya et présenté ses excuses à la championne du monde du 800 mètres. Le président de la fédération, Leonard Chuene, et son équipe sont suspendus de leurs fonctions en raison de leur rôle dans cette affaire et sont soumis à une enquête disciplinaire « en attendant d'autres actions » pour « avoir discrédité l'ASA, l'athlétisme, la Confédération des sports et comité olympique (Sascoc) et le sport en général »[15].

- 11 novembre 2009 : les restes fossiles d'une nouvelle espèce de dinosaures, qui vivait sur terre il y a environ 197 millions d'années et pourrait être l'un des ancêtres du brontosaure, a été découverte dans la province du Free State (centre) par une équipe d'étudiants de l'université Witswatersrand de Johannesburg, dirigée par Adam Yates. La découverte a été baptisée Aardonyx celestae, une combinaison d'afrikaans et de grec signifiant « griffe de la terre » pour Aardonyx, auquel Adam Yates a ajouté le prénom de sa femme en latin, celestae. Aardonyx pourrait être un ancêtre des imposants dinosaures sauropodes, les plus grands animaux vertébrés ayant vécu sur terre. Les restes du squelette trouvé appartiennent à un jeune dinosaure mesurant 7 mètres de long[16].

- 12 novembre 2009 : le ministre adjoint de la police, Fikile Mbalula, au cours d'une conférence de presse tenue au Cap appelle « à tirer sur les salauds, les durs à cuire, les criminels incorrigibles ».

- 13 novembre 2009 : le président Jacob Zuma, à la suite de l'appel de la veille du ministre adjoint de la police, déclare que la police sud-africaine n'a pas de « permis de tuer » : « Aucun officier de police n'a le droit de tirer sur des sucpects dans des circonstances autres que celles autorisées par la loi. La loi ne donne pas à la police un permis de tuer », assurant que la lutte contre le crime était en tête de son programme gouvernemental et affirmant que 24 000 nouveaux policiers sont prévus ces trois prochaines années, le pourcentage d'enquêteurs ayant augmenté de 19 % cette année[17].

### Décembre 2009
- 1er décembre 2009 : le président Jacob Zuma annonce une série de mesures en faveur des malades atteints du sida, une maladie qui touche 5,7 millions de Sud-Africains. Parmi les mesures annoncées : le traitement de tous les enfants séropositifs âgés de moins d’un an, le développement des tests de dépistage, ou encore … la possibilité donnée aux militaires d'être soldat et séropositif.

- 7 décembre 2009 : l'Afrique du Sud propose de réduire la croissance de ses émissions de gaz à effet de serre pour les stabiliser d'ici à 2025 (- 42 % par rapport aux prévisions actuelles) si les pays émergents recevaient une aide financière et technologique, sous forme de transfert de savoir-faire, pour le développement des énergies propres, alors que s'ouvre à Copenhague la conférence sur le climat. L'Afrique du Sud, dont les émissions per capita équivalent à celles de l'Allemagne, n'est pas légalement tenue de s'engager à réduire ses émissions dans le Protocole de Kyoto (1997).

- 8 décembre 2009 : Un prêtre français de 70 ans, Louis Blondel, missionnaire en Afrique depuis plus de 40 ans, a été tué par balle lors d'un cambriolage dans son presbytère situé dans le bidonville de Diepsloot (nord de Johannesburg). Il était arrivé en Afrique du Sud en 1987 et avait notamment vécu dans le sud de Johannesburg, où il avait construit une église et créé plusieurs centres sociaux. Selon le quotidien « The Star », il s'agit du quatrième prêtre catholique tué depuis le début de l'année en Afrique du Sud[18].

- 9 décembre 2009 : 5 « suspects, âgés de 14 à 18 ans » ont été arrêtés dans le cadre de l'enquête sur le meurtre du prêtre catholique, Louis Blondel, la veille.

- 18 décembre 2009 : Le groupe allemand Deutsche Telekom annonce la signature de contrats de fourniture de technologies d'un montant total « de plusieurs centaines de millions d'euros » avec deux compagnies semi-publiques d'Afrique du Sud, le fournisseur d'énergie « Eskom » et la compagnie de transport « Transnet ».

- 23 décembre 2009 : Un coupe de touristes canadiens est attaqué, blessé par coup de couteau et volé lors d'une randonnée dans la Réserve naturelle de Fernkloof à Hermanus (100 km du Cap). Il s'agit de la quatrième agression similaire en deux mois.